# Elise Sahlqvist
Laura Elisabeth "Elise" Sahlqvist, född 1 november 1843 i Örebro, död 31 januari 1904 i Hallsbergs municipalsamhälle, Kumla församling, var en lokal storföretagare i Hallsberg. 
Hon var moster till Karin Larsson. Efter att ha fött upp kycklingar och kokat karameller började hon 1878 köpa upp halmflätor och förmedla dem till hattsömmerskor. Hon sålde sedan hattarna i egen butik och även vidare till en grosshandlare i Stockholm. Vid sekelskiftet sysselsatte hennes hattfabrik 50 personer och var det största företaget i Hallsberg. Själv reste hon till Paris för att studera det senaste hattmodet. Fabriken togs över av styvsonen Per Bergöö 1904 och lades ned strax före första världskriget.